# New Buffalo (Michigan)
New Buffalo is een plaats (city) in de Amerikaanse staat Michigan, en valt bestuurlijk gezien onder Berrien County.

## Demografie
Bij de volkstelling in 2000 werd het aantal inwoners vastgesteld op 2200.
In 2006 is het aantal inwoners door het United States Census Bureau geschat op 2417, een stijging van 217 (9.9%).

## Geografie
Volgens het United States Census Bureau beslaat de plaats een oppervlakte van
6,4 km², waarvan 6,3 km² land en 0,1 km² water.
New Buffalo ligt op de plaats waar Galien River uitmondt in Lake Michigan.

## Plaatsen in de nabije omgeving
De onderstaande figuur toont nabijgelegen plaatsen in een straal van 12 km rond New Buffalo.

## Recreatie
Door zijn ligging aan de oevers van Lake Michigan trekt New Buffalo veel recreanten.